# Missionnaires de l'Immaculée Conception
Les Missionnaires de l'Immaculée Conception (en latin : Missionariorum Immaculatae Conceptionis BMV) sont une congrégation cléricale de droit pontifical. Ils sont au service des pèlerins, des paroisses, et de l'éducation des jeunes.

## Historique
En 1608, le père Pierre Geoffroy s'associe avec des prêtres pour gérer le sanctuaire de Notre-Dame-de-Garaison. Lors de la Révolution Française, la congrégation est dissoute et la chapelle fermée.  
Bertrand-Sévère Laurence, vicaire général du diocèse de Tarbes (plus tard évêque de Tarbes) veut rétablir les pèlerinages du diocèse, il commence par Garaison qu'il rachète en 1834. L'abbé Laurence est nommé évêque de Tarbes le 8 janvier 1845, la révolution laisse la France dans un triste état religieux, pour y remédier, il décide de lancer des missions à travers le diocèse et crée pour cela un groupe de missionnaires et leur confie la direction des pèlerinages rétablis, d'abord Notre-Dame-de-Garaison, Héas, Notre-Dame de Pouey-Laün, Notre Dame de Piétat à Barbazan-Debat .
C'est ainsi que le 31 mai 1836, quatre chapelains arrivent à Garaison, parmi eux le Père Jean-Louis Peydessus. Aidés par le père Garicoïts, ils deviennent le 8 décembre 1848 la société des prêtres de Notre Dame de Garaison. Le premier supérieur est Pierre Laurence, remplacé deux ans plus tard par Jean-Louis Peydessus qui restera dans sa fonction jusqu'à sa mort.
Après la reconnaissance des apparitions de Lourdes, Mgr Laurence fait appel en 1866 aux prêtres de Garaison pour diriger le sanctuaire, la congrégation change alors de nom pour porter celui de Missionnaires de l'Immaculée-Conception. Le père Peydessus meurt en 1866. L'institut reçoit le décret de louange le 22 juillet 1868 et l'approbation du Saint-Siège le 25 août 1876. Ses constitutions sont définitivement approuvés le 22 novembre 1956.

## Activités et diffusion
Les Missionnaires de l'Immaculée Conception s'occupent du service aux pèlerins, de la direction des paroisses et l'enseignement des jeunes.
Ils sont présents en :
France, Brésil et en Argentine où ils portent souvent le nom de padres Lourdistas.
Le siège général est au sanctuaire de Garaison à Monléon-Magnoac. 
En 2004 la congrégation avait huit maisons et 44 religieux, dont 31 prêtres. 